# Afrikas demografi

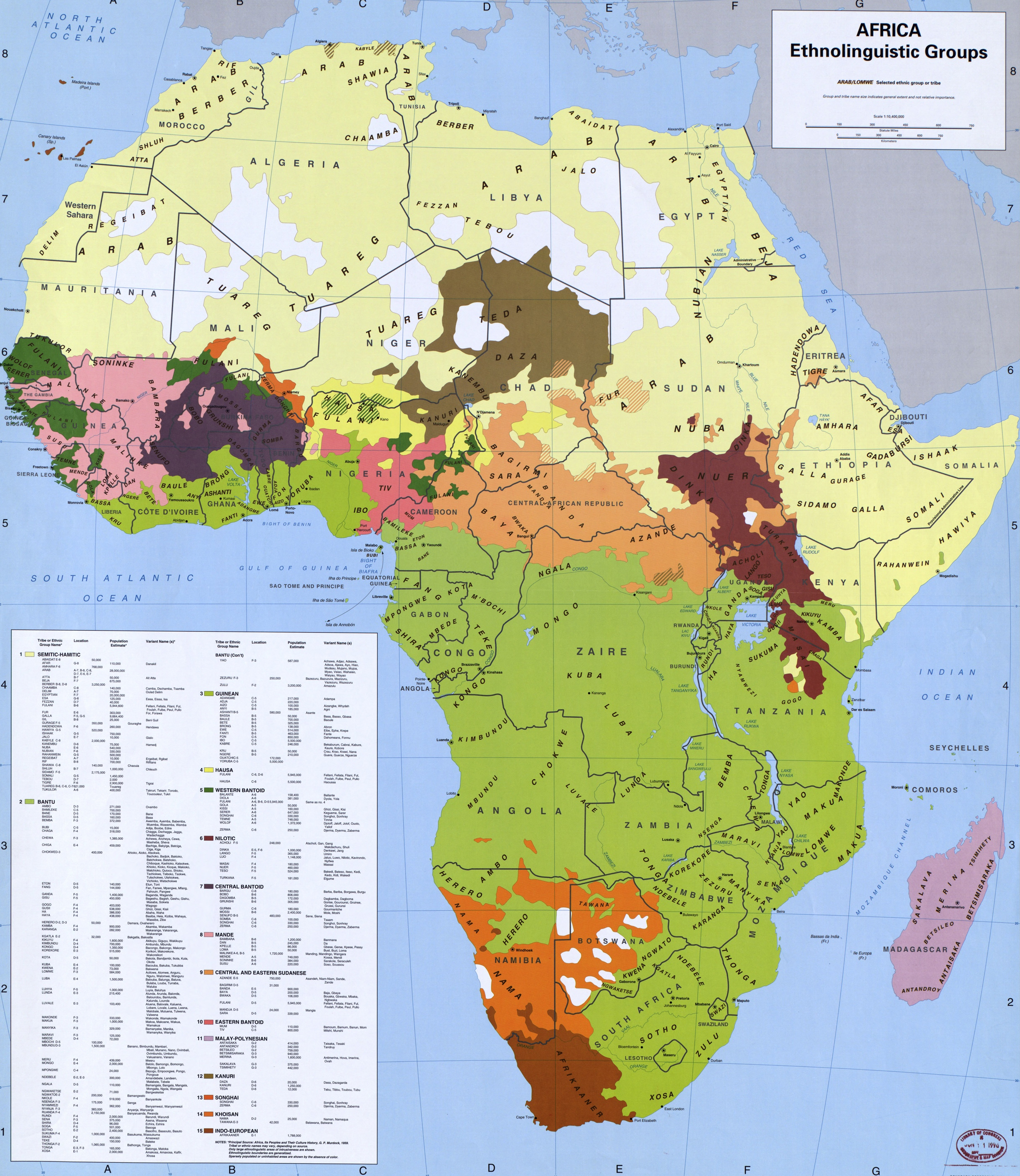
Språklig-etnisk karta över Afrika (1996). Ljusgul är folk som talar ett afroasiatiskt språk, grön är bantufolk.

Afrika har cirka 13 % av jordens befolkning, fördelat på en yta som utgör drygt 20 % av världens totala landyta. Folkmängden för hela kontinenten beräknas till cirka en miljard invånare (november 2009). Befolkningen fördubblades mellan 1982 och 2009, och fyrdubblades mellan 1955 och 2009, enligt uppskattningar från FN.

## Etniska förhållanden
Det finns närmare 3 000 etniska grupper i Afrika, som varierar i storlek från många miljoner till några få tusen. Variationen är stor också när det gäller traditioner, levnadsvillkor, kultur och social och politisk organisering. Tidigare hade man från europeiskt håll en tendens att betrakta alla afrikanska folk som "stammar", men detta har man frångått, bland annat eftersom detta begrepp inte är entydigt. Många folkgrupper har en lång tradition av stora statsbildningar, medan andra har haft ringa kontakt med centrala myndigheter till förhållandevis nyligen.
Nordafrika domineras av en arabisk befolkning, som invandrade från och med den islamiska expansionen på 600- och 700-talen. Även i Östafrika finns det ett betydande inslag av folk av asiatisk härstamning. I en särställning står Madagaskar, med en befolkning som huvudsakligen härstammar från indonesiska och afrikanska invandrare, och Sydafrika, med sin stora europeiskättade minoritet.
Det de flesta av Afrikas folk har gemensamt är arvet efter kolonialtiden, som bland annat innebär att många statsgränser är slumpmässiga och onaturliga. Många folkgrupper är delade mellan två eller flera nationalstater, samtidigt som de flesta stater omfattar många olika folk. Länder som Tanzania och Demokratiska republiken Kongo rymmer en enorm etnisk och språklig variation. I Tanzania fungerar swahili som ett officiellt andraspråk, som används över gränserna mellan uppskattningsvis 120 språk och dialekter. I Kongo, med 410 språk och dialekter, har man fått ty sig till franska, lingala, swahili, kikongo och tshiluba som administrativa språk. Dessa förhållanden skapar stora spänningar och problem, men innebär också en rad möjligheter till kulturell utveckling.

## Födelse- och dödstal
Afrika är ett utvecklingsområde med tillhörande demografiska och sociala problem. Höga födelsetal i kombination med en sjunkande dödlighet har gett kontinenten en mycket ung befolkning; i många länder är nästan hälften av befolkningen under 15 år. Både födelse- och dödstalen varierar mycket inom Afrika. Södra Afrika har lägst födelsetal, Västafrika högst.

Hiv- och aids-sjuka vuxna i Afrika per land. Data från 1999-2002.
0 %–2 %
2 %–5 %
5 %–10 %
10 %–15 %
15 %–20 %
20 %–30 %
Inga data

## Hiv och aids
Många länder i Afrika är hårt drabbade av hiv/aids, och särskilt hårt drabbade är länderna i södra Afrika (Botswana, Lesotho, Namibia, Swaziland, Sydafrika, Zambia och Zimbabwe). I Botswana är uppemot 40 % av alla vuxna hiv-positiva, medan talen för Namibia och Zimbabwe är omkring 20 %. Den genomsnittliga livslängden har sjunkit dramatiskt. För Botswanas vidkommande ligger nu den genomsnittliga livslängden på under 40 år (mot 61 år 1995). De ekonomiska och sociala följderna av hiv/aids är enorma. Många av dem som är sjuka eller har dött i sjukdomen tillhör den ekonomiskt aktiva delen av befolkningen. Bland dessa återfinns även många med småbarn. Flera miljoner barn har förlorat en eller båda föräldrar på grund av epidemin.

## Befolkningstäthet
Det råder stora variationer vad gäller befolkningstätheten på kontinenten. De mest tätbefolkade områdena finns i partier längs kontinentens kuster, mellan floderna Gambia och Kongo, längs den övre och nedre delen av Nildalen och området runt de östafrikanska insjöarna. Mest glesbefolkade är Sahara och de torraste områdena av savannen. Befolkningen har traditionellt varit knuten till landsbygden, men det har, särskilt från och med 1980-talet, pågått en mycket snabb koncentration till stadsområden i de flesta afrikanska länder. Den starka tillströmningen till städerna har medfört stora ekonomiska och sociala problem.